# Susanna Campbell
Susanna Margareta Campbell, född 25 maj 1973, är en svensk ekonom.
Susanna Campbell avlade civilekonomexamen vid Handelshögskolan i Stockholm.
Hon arbetade 1996-2000 vid Alfred Berg Corporate Finance och 2000-2003 vid McKinsey & Company. Från 2003 har hon varit verksam vid Ratos, 2010-2012 som investeringsansvarig, och april 2012–juni 2016 som verkställande direktör.  Susanna Campbell har sedan sin avgång verkat som styrelseproffs med uppdrag i bland annat Kinnevik, Northvolt och Indutrade. 
Susanna Campbell utnämndes till "näringslivets mäktigaste kvinna" av tidningen Veckans Affärer 2012.